# Иллиодоровка
Иллиодоровка — хутор в Миллеровском районе Ростовской области.
Входит в состав Криворожского сельского поселения.

## Население
| 2010 |
| ---- |
| 53   |

## Улицы
На хуторе имеется одна улица: Прудовая.

## Достопримечательности
Территория Ростовской области была заселена еще в эпоху неолита. Люди, живущие на древних стоянках и поселениях у рек, занимались в основном собирательством и рыболовством. Степь для скотоводов всех времён была бескрайним пастбищем для домашнего рогатого скота. От тех времен осталось множество курганов с захоронениями жителей этих мест. Курганы и курганные группы находятся на государственной охране.
Поблизости от территории хутора расположено несколько достопримечательностей – памятников археологии. Они охраняются в соответствии с Федеральным законом от 25.06.2002 № 73-ФЗ «Об объектах культурного наследия (памятниках истории и культуры) народов Российской Федерации», Областным законом от 22.10.2004 № 178-ЗС «Об объектах культурного наследия (памятниках истории и культуры) в Ростовской области», Постановлением Главы администрации РО от 21.02.97 № 51 о принятии на государственную охрану памятников истории и культуры Ростовской области и мерах по их охране и др.
- Курганная группа «Иллиодоровка I» из 10 курганов. Находится на расстоянии около 1,5 км к юго-востоку от хутора.
- Курган «Иллиодоровка II». Находится на расстоянии около 0,5 км к северо-востоку от хутора.
- Курганная группа «Свиной I» из 4 кургана. Находится на расстоянии около 3 км к западу от хутора.
- Курган «Свиной II». Находится на расстоянии около 0,8 км к западу от хутора[3].